# Hyphodontia

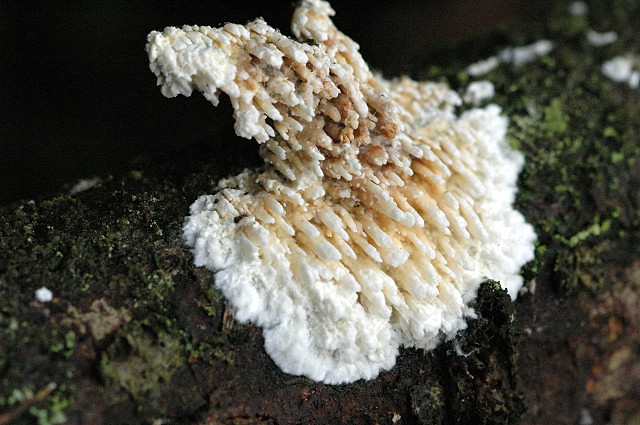
Strzępkoząb ostrokolczasty

Hyphodontia J. Erikss. (strzępkoząb) – rodzaj grzybów z rodziny Hyphodontiaceae.

## Charakterystyka
Grzyby nadrzewne, saprotrofy o płasko rozpostartym, często rozproszonym owocniku. Wysyp zarodników biały. Bazydiokarpy miękkie, w stanie suchym bardziej kruche lub twarde, białawe, kremowe lub bladoochrowe. Hymenofor gładki do zębatego lub kolczastego. System strzępkowy monomityczny, wszystkie strzępki ze sprzążkami, strzępki pod skórka słabo dekstrynoidalne i wyraźnie cyjanofilne. Cystydy dwóch rodzajów:
- septowane z mniej lub bardziej główkowatym wierzchołkiem i sprzążkami na niektórych przegrodach:
- typowe lagenocystydy (nieliczne lub nieobecne u niektórych gatunków)[4].

Podstawki niemal cylindryczne ze zwężeniem na środku, z 4 sterygmami i sprzążką bazalną. Bazydiospory elipsoidalne lub prawie kuliste, gładkie, cienkościenne, nieamyloidalne, niecyjanofilne. Grzyby kortycjoidalne.
Dawniej do rodzaju Hyphodontia zaliczano dużą liczbę gatunków z wieloma sterylnymi elementami w hymenium, później wiele z nich włączono do nowych rodzajów.

## Systematyka i nazewnictwo
Pozycja w klasyfikacji według Index Fungorum: Hyphodontiaceae, Hymenochaetales, Incertae sedis, Agaricomycetes, Agaricomycotina, Basidiomycota, Fungi.
Synonimy naukowe: Chaetoporellus Bondartsev & Singer, in Singer, Chaetoporellus Bondartsev & Singer, Grandinia Fr., Hydnellum P. Karst., Kneiffiella P. Karst.
Polską nazwę nadał Władysław Wojewoda w 1973 r. W polskim piśmiennictwie mykologicznym należące do tego rodzaju gatunki opisywane były także jako kolczak, żagiew, palczak, gradówka, nalotek, zadrzak, huba, powłocznik, włosaczek, drewniczek, strzępkoskórka, drewniczka, strzępnik.
Gatunki występujące w Polsce:
- Hyphodontia abieticola (Bourdot & Galzin) J. Erikss. 1958 – strzępkoząb jodłowy
- Hyphodontia alienata (S. Lundell) J. Erikss. 1958 – strzępkoząb krótkobrodawkowy
- Hyphodontia alutaria (Burt) J. Erikss. 1958 – strzępkoząb woskowaty
- Hyphodontia arguta (Fr.) J. Erikss. 1958 – strzępkoząb ostrokolczasty
- Hyphodontia barba-jovis (Bull.) J. Erikss. 1958 – strzępkoząb brodaty
- Hyphodontia cineracea (Bourdot & Galzin) J. Erikss. & Hjortstam 1976[7]
- Hyphodontia curvispora J. Erikss. & Hjortstam 1969[7]
- Hyphodontia floccosa (Bourdot & Galzin) J. Erikss. 1958[7]
- Hyphodontia latitans (Bourdot & Galzin) Ginns & M.N.L. Lefebvre 1993 – strzępkoząb kolczastopory
- Hyphodontia microspora J. Erikss. & Hjortstam 1976[7]
- Hyphodontia pallidula (Bres.) J. Erikss. 1958 – strzępkoząb blady
- Hyphodontia quercina (Pers.) J. Erikss. 1958 – strzępkoząb długokolcowy
- Hyphodontia spathulata (Schrad.) Parmasto 1968 – strzępkoząb gęstokolcowy
- Hyphodontia stipata (Fr.) Gilb. 1971[7]
- Hyphodontia subalutacea (P. Karst.) J. Erikss. 1958 – strzępkoząb miękki

Nazwy naukowe na podstawie Index Fungorum. Nazwy polskie i wykaz gatunków według Władysława Wojewody (bez przypisów) i innych (z przypisem).